# Route nationale 657
Die Route nationale 657, kurz N 657 oder RN 657, war eine französische Nationalstraße, die von 1933 bis 1973 zwischen einer Kreuzung mit der Nationalstraße 653 südwestlich von Lauzerte und Moissac verlief. Ihre Länge betrug 14 Kilometer.